# ハレーション
ハレーション（英語: halation）は、写真を撮影する際に、強い光が当たった部分が白くぼやける現象である。光暈（）ともいう。またハレーションはフィルム特有の現象でデジタルカメラでは発生しない。

## 発生原理
ハレーションは、写真乾板や写真フィルムの感光層を通過した光が、支持体などで反射し再び感光乳剤層に入り感光させてしまうことで生じ、その結果光源の周辺が白くぼやけた様に写る。ハレーションは銀塩写真に特有な現象であり、デジタル写真では生じない。
見た目が似ているためにレンズフレアと混同されることがあるが、発生原理が異なる全く別の現象である。

## 防止策
ハレーションは像をぼやけさせるので、通常は防止策を講じる。ハレーションを防ぐためにレンズフードなどを使って、強い光が直接レンズに入らないようにすることをハレ切り（）という。写真フィルムの感光層と支持体の間には、反射光を防ぐためのハレーション防止層が存在する。
一方で、あえてハレーションを利用して、画面をソフトにしたり、まぶしさを演出したりすることもある。

## 派生表現
写真用語から転じて、「派生して他に影響を及ぼすこと」という意味でも用いられる。主に、悪い影響に対して使われる。具体的には、ビジネスシーンで、1つの出来事（失言・認識相違・事故）によって相手（主に取引先）からの信用を大きく失う事を指す。